# PalaVaccari
Il PalaVaccari è un palazzetto dello sport di Montecchio Precalcino in provincia di Vicenza in Veneto.
Il palasport è utilizzato dall'Hockey Club Montecchio Precalcino per la disputa delle partite casalinghe dall'inaugurazione dell'impianto.